# Songs for Survivors
| Recensione | Giudizio |
| ---------- | -------- |
| AllMusic   | [ 2 ]    |
| Uncut      | [ 3 ]    |
| Ondarock   | [ 4 ]    |

Songs for Survivors è un album discografico di Graham Nash, pubblicato dall'etichetta discografica Artemis Records nel luglio del 2002.
Il brano I'll Be There for You, si piazzò al ventottesimo posto della classifica (categoria singoli) di Billboard Adult Contemporary.

## Tracce
1. Dirty Little Secret – 4:22 (Russ Kunkel, Graham Nash)
2. Blizzard of Lies – 4:13 (Graham Nash)
3. Lost Another One – 3:23 (Graham Nash)
4. The Chelsea Hotel – 3:57 (Graham Nash)
5. I'll Be There for You – 3:41 (Doug Ingoldsby, Graham Nash, Joe Vitale)
6. Nothing in the World – 5:19 (Graham Nash)
7. Where Love Lies Tonight – 3:10 (Graham Nash, Joe Vitale)
8. Pavanne – 5:05 (Richard Thompson, Linda Thompson)
9. Liar's Nightmare – 8:12 (Graham Nash, Jean Ritchie)
10. Come with Me – 2:32 (Graham Nash)

## Musicisti
- Graham Nash - voce solista, chitarra acustica, armonica
- Dean Parks - chitarra acustica, chitarra elettrica
- Steve Farris - chitarra acustica, chitarra elettrica
- Dan Dugmore - chitarra pedal steel, chitarra elettrica, chitarra acustica
- Matt Rollings - tastiere
- Viktor Krauss - basso elettrico, basso acustico
- Russ Kunkel - batteria, percussioni
- Lenny Castro - percussioni
- David Crosby - accompagnamento vocale, coro
- Sydney Forest - accompagnamento vocale, coro